# Prix France Info
Le prix France Info de la Bande dessinée d’actualité et de reportage est un prix de bande dessinée décerné annuellement par la station de radio publique française France Info. Le jury des journalistes de la station fait son choix parmi une sélection d'une dizaine d'albums.

## Principes
Jean-Christophe Ogier, chroniqueur d'une émission sur la bande dessinée sur France Info, est présenté comme l'initiateur et l'organisateur du prix depuis 1994,,,. La récompense est décernée chaque année à l'approche du Festival international de la bande dessinée d'Angoulême en janvier. Les membres du jury sont neuf journalistes de radio, présidés par le directeur de France Info.

## Lauréats
Palmarès, :
- 1994 : La Fille aux Ibis, de Christian Lax et Frank Giroud, Dupuis.  (ISBN 2-8001-1984-5)
- 1995 : L'Homme qui fait le tour du monde de Pierre Christin, Max Cabanes et Philippe Aymond, Dargaud.  (ISBN 2-205-04201-7)
- 1997 : Chiens de fusil, de Christian Lax, Vents d'Ouest.  (ISBN 2-86967-505-4)
- 1998 : Fax de Sarajevo, de Joe Kubert, Vertige Graphic[10].  (ISBN 2-908981-28-9)
- 1999 : Palestine, t. 1 : Une nation occupée, de Joe Sacco, Vertige Graphic.
- 2000 : Passage en douce. Carnet d'errance, d'Helena Klakočar, Fréon.  (ISBN 2-930204-20-6)
- 2001 : Déogratias, de Jean-Philippe Stassen, Dupuis.  (ISBN 2-8001-2972-7)
- 2002 : Persepolis, t. 2, de Marjane Satrapi, L'Association[11].  (ISBN 2-84414-079-3)
- 2003 : Carnets d'Orient, t. 6, La Guerre fantôme, Jacques Ferrandez, Casterman.  (ISBN 2-203-39002-6)
- 2004 : Soupe froide, Charles Masson, Casterman.  (ISBN 2-203-39605-9)
- 2005 : Le Photographe, t. 2, d'Emmanuel Guibert, Didier Lefèvre et Frédéric Lemercier, Dupuis, coll. « Aire Libre ».  (ISBN 2-8001-3540-9)
- 2006 : Les Mauvaises Gens, d'Étienne Davodeau, Delcourt, coll. « Encrages ».  (ISBN 2-84789-449-7)
- 2007 : Un homme est mort, d'Étienne Davodeau et Kris, Futuropolis.  (ISBN 2-7548-0010-7)
- 2008 : Exit Wounds, de Rutu Modan, Actes Sud BD.  (ISBN 978-2-7427-7107-3)
- 2009 : Le Procès Colonna, de Tignous et Dominique Paganelli, 12 bis.  (ISBN 978-2-356-48006-4)
- 2010 : L’Affaire des affaires, t. 1 L'argent invisible, de Denis Robert, Yan Lindingre et Laurent Astier, Dargaud[12].  (ISBN 978-2-205-06188-8)
- 2011 : Gaza 1956. En marge de l'Histoire, de Joe Sacco, Futuropolis.  (ISBN 978-2-7548-0252-9)
- 2012 : En cuisine avec Alain Passard, de Christophe Blain, Gallimard[13].  (ISBN 978-2-07-069612-3)
- 2013 : La voiture d'Intisar : portrait d'une femme moderne au Yémen de Pedro Riera et Nacho Casanova, Delcourt[14].  (ISBN 978-2-7560-3491-1)
- 2014 : Ainsi se tut Zarathoustra, de Nicolas Wild, La Boîte à bulles / ARTE Éditions[15].  (ISBN 978-2-84953-107-5)
- 2015 : La Lune est blanche, d’Emmanuel Lepage et François Lepage, Futuropolis[16],[17].  (ISBN 978-2-7548-1028-9)
- 2016 : Catharsis, Luz, Futuropolis[18],[19].  (ISBN 978-2-7548-1275-7)
- 2017 : Love story à l'iranienne, de Jane Deuxard et Zac Deloupy, Delcourt[20].  (ISBN 978-2-7560-6921-0)
- 2018 : Brigade des mineurs : immersion au cœur de la brigade de protection des mineurs, de Raynal Pellicer et Titwane, Éditions de la Martinière[21].  (ISBN 978-2-7324-7498-4)
- 2019 : Indélébiles de Luz, Futuropolis[22].  (ISBN 978-2-7548-2398-2)
- 2020 : Les Racines de la colère de Vincent Jarousseau et Eddy Vaccaro, Les Arènes[23]  (ISBN 978-2-7112-0126-6)
- 2021 : L'Odyssée d'Hakim, t. 3 : De la Macédoine à la France, de Fabien Toulmé, éd. Delcourt[24]  (ISBN 9782413023739)
- 2022 : La Cellule, enquête sur les attentats du 13 novembre 2015 de Soren Seelow, Kévin Jackson et Nicolas Otéro, éd. Les Arènes[25]  (ISBN 9782711201969)
- 2023 : Magnum génération(s), de Jean-David Morvan, Arnaud Locquet, ScieTronc, Rafael Ortiz et Hiroyuki Ooshima, éd. Caurette[26]  (ISBN 9782382890288)
- 2024 : Les guerres de Lucas, de Laurent Hopman, Renaud Roche, éditions Deman[27]  (ISBN 9782493184993)
- 2025 : Racines de Lou Lubie, éditions Delcourt[28]

## Publications France Info
En 2012, un recueil intitulé Le jour où... reprend les faits marquants de l'actualité vus par les auteurs de bandes dessinées. En 2017 est publié France Info, 30 ans d'actualité à l'occasion des 30 ans de France Info. L'ouvrage collaboratif est rédigé notamment par des lauréats du prix.